# Chloé Vande Velde
Chloé Vande Velde est une joueuse de football internationale belge née le 6 juin 1997 en Belgique.

## Biographie
En avril 2019, elle remporte la Coupe de Belgique avec l'AA Gand Ladies, en battant le Standard de Liège en finale.

## Palmarès
- Vainqueur de la Coupe de Belgique en 2019 avec l'AA Gand Ladies